# SN 2007kw
SN 2007kw – supernowa typu II odkryta 19 września 2007 roku w galaktyce A021016-0015. W momencie odkrycia miała maksymalną jasność 20,20m.